# Dubiaranea argenteovittata
Dubiaranea argenteovittata is een spinnensoort uit de familie hangmatspinnen (Linyphiidae). De soort komt voor in Brazilië en is de typesoort van het geslacht Dubiaranea.